# Glimt
Glimt er en dansk lowbudget-spillefilm fra 2006 produceret af selskabet FuldFartFilm.

## Medvirkende
- Max Brofeldt – Hiro
- Evy Carstens – Marie
- Birgitte Clauson-Kaas – Christina
- Hans Due-Boje – Professor
- Elias Eliot – Morten
- Hakim Harder – Kennet
- Sophie Jørgensen – Reiko
- Marie Carmen Lindegaard – Lis
- Siggy Norreen – Budbringeren
- Jens Ingemann Pedersen – Verner
- Jesper Aagaard Placing – Søren
- Isabella Rønne – Begravelsesgæst